# Teschendorf (Burg Stargard)
Teschendorf ist ein Ortsteil der Stadt Burg Stargard des Amtes Stargarder Land im Landkreis Mecklenburgische Seenplatte in Mecklenburg-Vorpommern.

## Geografie
Der Ort liegt 5 Kilometer südsüdöstlich der Stadt Burg Stargard und 13 Kilometer südsüdöstlich von Neubrandenburg in einem Endmoränengebiet östlich des Tollensesees. Westlich des Ortes befindet sich der Teschendorfer See. Die Nachbarorte sind Dewitz und Rosenhagen im Nordosten, Ballin im Osten, Loitz im Südosten, Gramelow im Südwesten, Riepke im Westen sowie Sabel im Nordwesten.

## Geschichte
Teschendorf wurde unter der Bezeichnung „Teskendorpe“ im Jahr 1356 erstmals urkundlich erwähnt.
1534 war das Dorf zum größten Teil, 1805 vollständig im Besitz des Landesherrn und damit eine herzogliche Domäne, die 880 ha groß war. Die Siedlungsgesellschaft kaufte in den 1930er Jahren 458 ha für 21 Neubauern. Letzter Pächter des Restgutes war Karl August Freiherr von Malchus (1935–1945). Das damals eingeschossige Herrenhaus stammt von um 1805; es wurde später verlängert und aufgestockt und nach 1990 saniert.
Mit Wirkung zum 27. September 2009 gab die Gemeinde ihre Selbständigkeit auf und wurde zusammen mit den Ortsteilen Gramelow und Loitz nach Burg Stargard eingemeindet. Letzte Bürgermeisterin war Karin Voß-Studt.

## Sehenswürdigkeiten
- Domänenpächterhaus Teschendorf[7]
- Siedlungshäuser in der Feldmark von 1936
- Nationalsozialistisches Musterdorf ebenfalls von 1936
- Gedenkstein an der rückwärtigen Friedhofsmauer für 15 Opfer eines Todesmarsches des KZ Sachsenhausen, die im April 1945 ermordet wurden, verscharrt waren und schließlich in ein Sammelgrab auf dem Friedhof umgebettet worden sind

Dorfkirche Teschendorf
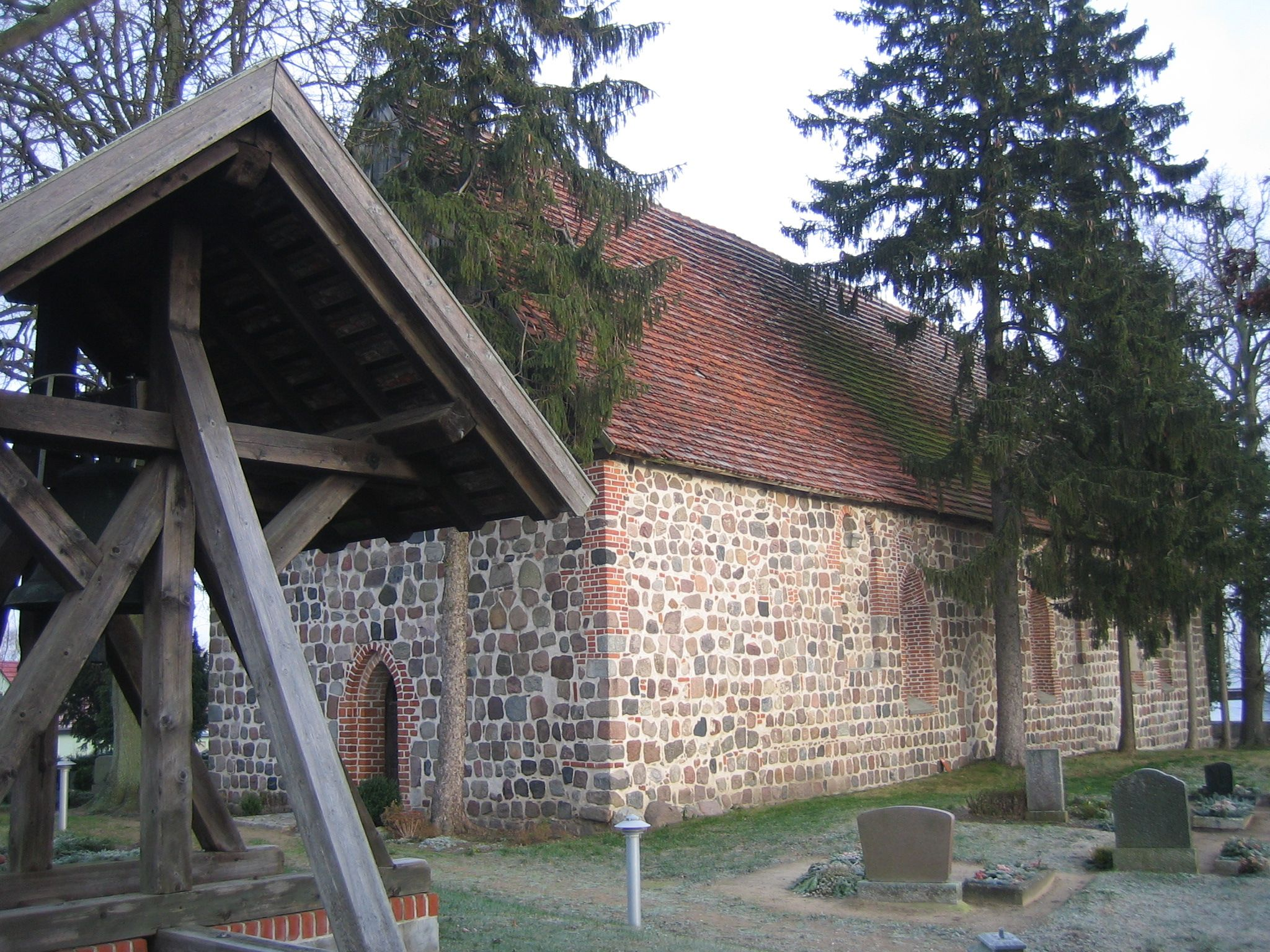
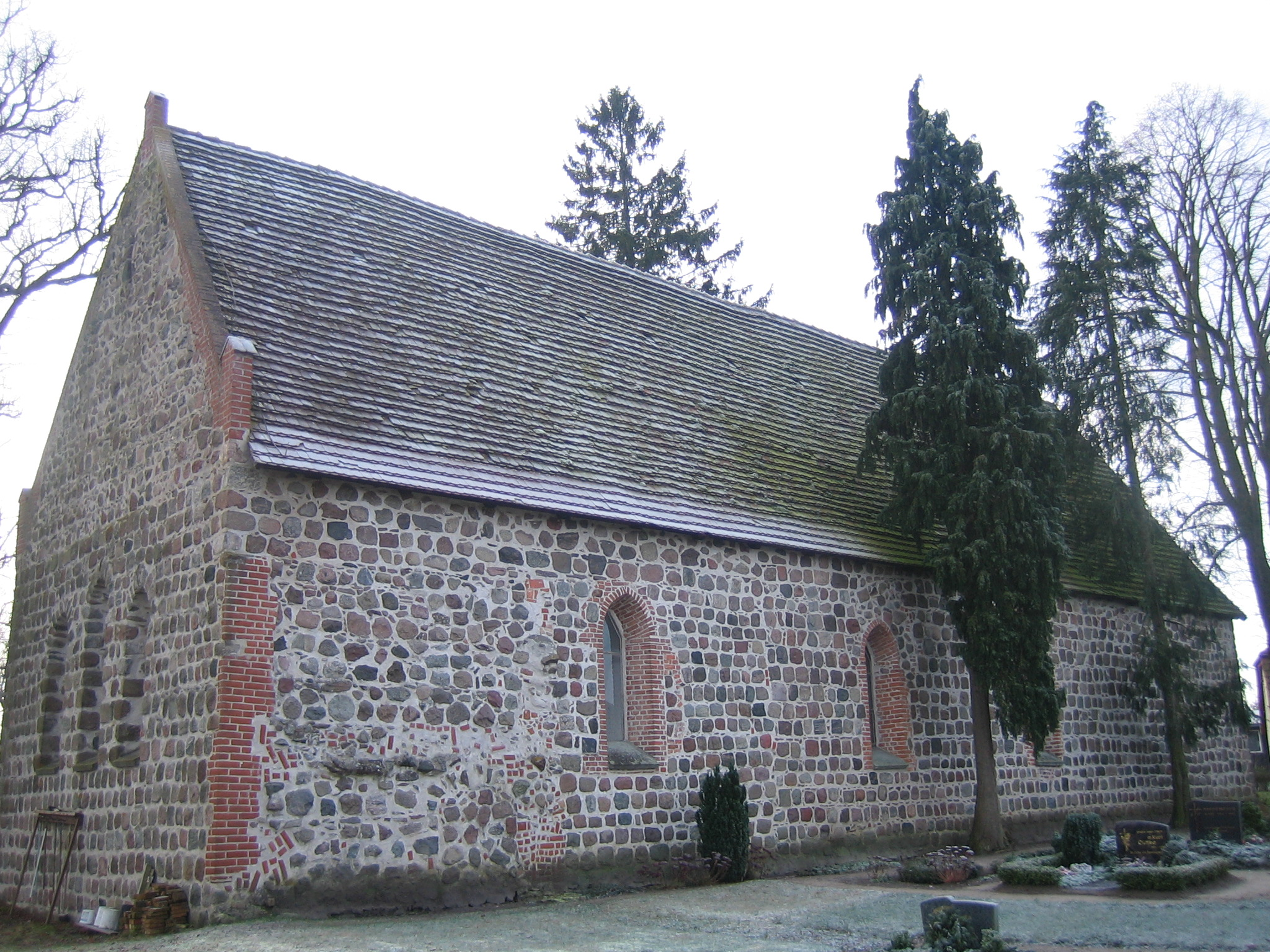

## Verkehr
Durch den Ort verläuft die Landesstraße 331 in Nord-Süd-Richtung, die nach Burg Stargard und in der Gegenrichtung zur Bundesstraße 198 in Stolpe führt. Unweit der Dorfmitte zweigt von der L 331 die Kreisstraße MSE 106 in Richtung Südosten nach Loitz ab.